# آنچه چشمانش پنهان می‌کرد
آنچه چشمانش پنهان می‌کرد (اسپانیایی: Lo que escondían sus ojos‎) یک مینی‌سریال عاشقانهٔ اسپانیایی به کارگردانی سالوادور کالوو است که در سال ۲۰۱۶ منتشر شد.

## گزیدهٔ بازیگران
- امیلیو گوتیه‌رس کابا در نقش فرانسیسکو فرانکو[۶]
- خاویر ری در نقش کریستوبال بالینسیاگا[۶]
- بلانکا سوآرس[۶]
- خاویر گوتیه‌رس آلبارس[۶]
- بیکتور کلاویخو[۷]
- کارلوس سانتوس[۷]
- چارلوت وگا[۶]